# 遣唐留學生
遣唐留學生是7至9世紀時隨日本遣唐使被派遣往唐朝（中国）學習的日本留學生。

## 緣起
中日兩國文化交流，淵源長遠；唐代自高祖李淵、太宗李世民統一中國之初，國泰民安，政治修明，而疆土壯大，版圖廣闊成為歷史上國勢富強、經濟文化空前繁榮之時代，所謂「貞觀之治」。西域和東亞各國，多派青年學生來朝留學，長安國子監（即國立大學）中有學生8,000餘人，其中很多是外國人。當時中國與各鄰國關係極好，各國紛紛在長安派駐使節，日本使館館員及學生，多達600至700人，規模極大，為各國之冠，僧侶學者來往不輟。

## 知名的遣唐留學生
- 阿倍仲麻呂
- 吉備真備

## 備註
1. 1 2 3  香港日本文化協會副贊助人馮秉芬. . . 香港日本文化協會. 1992: 7.